# El Rancho de San Agustín
El Rancho es una aldea del municipio de San Agustín Acasaguastlán en el departamento de El Progreso en la República de Guatemala. Es un importante poblado comercial desde principios del siglo XX cuando allí se ubicó una estación del Ferrocarril del Norte de Guatemala, y posteriormente cuando se construyó la Carretera al Atlántico pues está situado en el entronque con dicha carretera y la ruta hacia las cabeceras departamentales de Salamá y Cobán.

## División administrativa
Los principales poblados son: 
- El Callejón: en el lado este de la quebrada El Callejón, 5 km por camino de revestimiento suelto al sur de la aldea 
  - <<Nota al editor: por favor corregir el punto anterior, debido a que El Callejon es un caserio que pertenece  a la cabecera departamental de El Progreso>>
- El Puente: en la ribera norte del río Grande o Motagua, 1 km por camino de revestimiento suelto al noreste de la aldea.

## Historia

### Época colonial
Durante la colonia española le conocía como «El Rancho San Agustín», por su cercanía a San Agustín Acasaguastlán, entonces llamado «San Agustín de la Real Corona» conforme a la denominación utilizada durante el período de la Capitanía General de Guatemala. 

### Tras la Independencia de Centroamérica
En la información publicada luego del Censo Poblacional de 1880 se reporta: «El Rancho, aldea del departamento de Zacapa. Depende de la jurisdicción de San Agustín. Dista de la cabecera quince leguas; 113 habitantes que elaboran quesos y fabrican sombreros de palma; el cultivo del tabaco toma cada día mayor importancia».

### Ferrocarril del Norte
La población cobró mayor auge al construir el Estado el quinto tramo del Ferrocarril del Norte de Zacapa a El Rancho, durante la administración del general José María Reina Barrios en 1896.
Tras resultar electo como presidente en 1892, el presidente José María Reina Barrios se empeñó en el proyecto del Ferrocarril del Norte y el 19 de julio de 1895 emitió el decreto n.º 513, publicado ese mismo día en el diario oficial, en que se ordenaba la fundación de la ciudad de Puerto Barrios. El General Reyna Barrios colocó la primera piedra y declaró inaugurados los trabajos del ferrocarril.
1. Puerto Barrios
2. Tenedores
3. Los Amates
4. Gualán
5. El Rancho
6. Panajax

El 22 de noviembre de 1896 se inauguró el tramo de Zacapa a Puerto Barrios del Ferrocarril del Norte, que contaba con ciento y una millas, un poco más de la distancia total entre el puerto en el Atlántico y la Ciudad de Guatemala. Para entonces, el Norte de Guatemala era una región nueva, una fuente de riqueza no explorada y la construcción de la línea férrea prometía poder iniciar la explotación industrial y comercial de la región.
El tramo hasta El Rancho de San Agustín estuvo concluido en marzo de 1897, dejando construidos un total de ciento treinta y cuatro millas y nueve décimos; sin embargo, aunque el tramo del Rancho a Panajax no ofrecía extraordinarias dificultades debido a lo montañoso de la región, las últimas treinta y dos millas hasta la Ciudad de Guatemala si exigían penosas condiciones de trabajo, e incluso la construcción de un alto puente a la entrada Noreste de la ciudad.  Para llegar hasta allí, se tuvieron que sortear numerosas dificultates: leguas de terreno pantanoso, trayectos de base quebradiza, carestía de jornaleros y -sobre todo- los cambios en los precios internacionales que, en los últimos dos años del gobierno del general Reina Barrios cayeron estrepitosamente, especialmente los del café y de la plata.

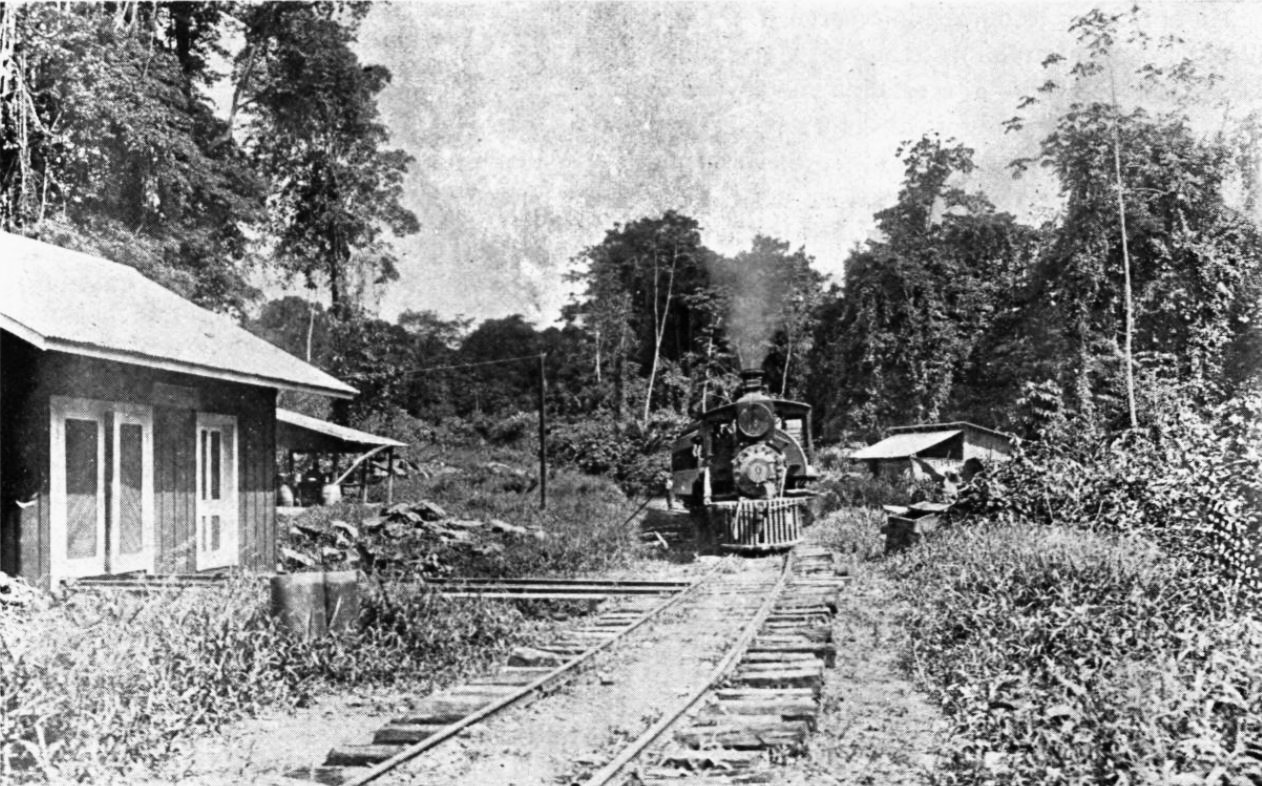
Casita de sección del ferrocarril en 1896. Fotografía de La Ilustración Guatemalteca.

El 15 de agosto de 1897, La Ilustración del Pacífico publicó un severo editorial sobre la situación económica del país, haciendo ver que el dinero que se había generado cuando el precio del café estaba alto se había despilfarrado de tal forma, que cuando este cayó en los mercados internacionales se produjo una fuerte crisis económica derivada de la devaluación de la moneda circulante. Por su parte, el diario opositor La República informaba que el costo de la leche, los huevos y el pescado estaba tan elevado que solamente las familias acomodadas podían adquirirlos y solicitaba que se redujeran los aranceles a la harina para no debilitar a la población. La crisis llegó a tal grado, que el 8 de febrero de 1898 murió asesinado el presidente Reina Barrios.
Tras la muerte de Reina Barrios, el licenciado Manuel Estrada Cabrera llegó al poder, y en 1900 autorizó a su ministro de Fomento, Rafael Spínola, que se encargara de realizar un contrato con la compañía estadounidense Central American Improvement Co. Inc. para terminar el tramo El Rancho a Ciudad de Guatemala, y reparar los tramos que ya estaban construidos pero que estaban abandonados.

### sigloXX(10)
A solicitud de los vecinos de El Rancho, por acuerdo gubernativo del 24 de septiembre de 1926 se declaró de utilidad y necesidad públicas la adquisición de diez caballerías del terreno Mal País; la escritura se aprobó el 4 de agosto de 1941.  Por el acuerdo del 20 de mayo de 1949 se autorizó la compra a la señora M. Valenzuela de una finca que forma parte de la aldea. Está en servicio el proyecto de riego El Rancho, El Jícaro construido por el Ministerio de Agricultura.  
La oficina telegráfica se estableció el 24 de abril de 1900 y el edificio fue establecido el 23 de diciembre de 1912. Cuenta con oficina postal y telegráfica de 3.ª categoría de la Dirección General de Correos y Telégrafos. El dato de 1973 de la entonces Empresa Guatemalteca de Telecomunicaciones —GUATEL— indicó que se había instalado una planta de conmutadores manuales telefónicos con capacidad de diez líneas.  
El acuerdo gubernativo del 23 de junio de 1939 autorizó el funcionamiento de una escuela rural privada, también existe la Escuela Nacional Rural Mixta «Pedro Molina».
El servicio de energía eléctrica se inauguró el 3 de noviembre de 1972 por parte del Instituto Nacional de Electrificación —INDE—, y el tramo asfaltado de la carretera el Rancho-Santa Elena-Salamá se inauguró el 29 de febrero de 1972, correspondiente a la ruta CA-14, con una longitud de 66 km y costo de Q.3.200,000. La ruta ejerce gran influencia en la zona y fortalece la economía de la misma, que es básicamente agrícola y ganadera, dentro del proyecto de integrar el norte del país a la economía nacional.
Cuenta con centro de salud inaugurado el 28 de abril de 1973 de parte del Ministerio de Salud Pública y Asistencia Social, así como puesto de primeros auxilios del Instituto Guatemalteco de Seguridad Social —IGSS— para sus afiliados editado el 22/07/2,021

## Costumbres y tradiciones
Por acuerdo gubernativo del 16 de mayo de 1955 se estableció feria para los días del 15 al 20 de marzo en honor al patrono, Patriarca San José.